# Церковь Оура
Церковь Оура (яп. 大浦 天主堂 О:ура Тэнсюдо:) — католический храм в японском городе Нагасаки, иначе известный как церковь 26 японских мучеников.
Храм является одним из двух сооружений в западном стиле, относящимся к Национальным сокровищам Японии. В то же время храм является самым старым действующим христианским храмом в стране.

## История
Внешний вид и убранство церкви были предложены французским священником Луи Фуре. Строилась Оура местным архитектором по имени Кояма Хидэносин. В целом строительство было завершено в декабре 1864 года. Нынешний вид, сочетающий черты готического стиля и барокко, храм приобрёл после реконструкции в 1879 году. Первоначально он был строго готическим.
Передняя часть церкви Оура выходит на холм Нисидзака, где в 1597 году были распяты 26 христиан-японцев. Примечательными особенностями церкви являются её деревянные конструкции, окна из цветного стекла и настенная роспись «Мученичество 26 святых». Белая мраморная статуя Богоматери у входа в храм установлена в память о японских христианах, погибших при подавлении восстания в Симабаре в 1637—1638 годах.
17 марта 1865 года к французскому священнику Бернару Птижану, служившему в церкви Оура, пришла группа крестьян из района Ураками с известием о том, что они — христиане, потомки первых христиан Японии, тайно сохранивших свою веру в течение столетий, несмотря на религиозные преследования. В скором времени в Нагасаки потянулись десятки тысяч тайных христиан-японцев. Узнав об этом удивительном событии, папа Римский Пий IX назвал его «чудом Востока». В память об этом во дворике ниже церкви Оура установлен бронзовый барельеф.
Церковь Оура была признана национальным сокровищем Японии в 1933 году и снова 31 марта 1953 года по Закону о защите культурных ценностей 1951 года. До 2009 года это было единственное здание в европейском архитектурном стиле в списке национальных сокровищ. В 2009 году в этот список вошел дворец Акасака, построенный на рубеже XIX-XX веков в стиле необарокко.